# 124th Fighter Wing

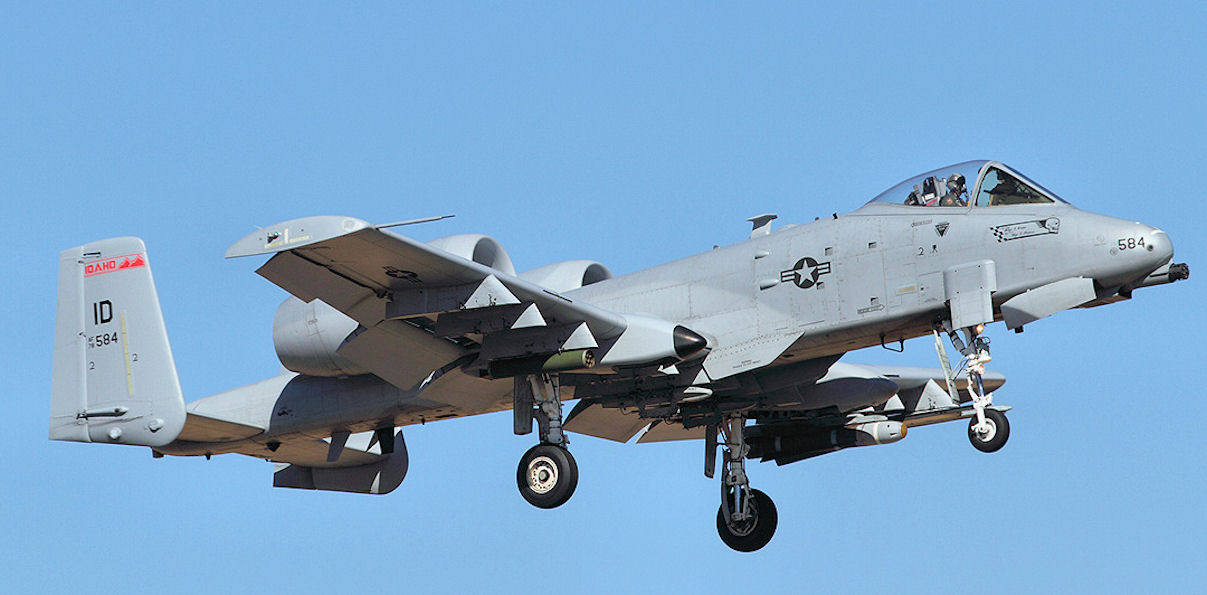
A-10C dello Stormo

Il 124th Fighter Wing è uno Stormo da caccia della Idaho Air National Guard. Riporta direttamente all'Air Combat Command quando attivato per il servizio federale. 
Il suo quartier generale è situato presso la Gowen Field Air National Guard Base, Idaho.

## Organizzazione
Attualmente, al settembre 2017, esso controlla:
- 124th Operations Group, codice visivo di coda ID
  - 124th Operations Support Squadron
  -  190th Fighter Squadron - Equipaggiato con A-10C
  - 124th Air Support Operations Squadron
  - 266th Range Squadron
- 124th Maintenance Group
  - 124th Aircraft Maintenance Squadron
  - 124th Maintenance Operations Flight
- 124th Mission Support Group
  - 124th Civil Engineer Squadron
  - 124th Communications Flight
  - 124th Logistics Readiness Squadron
  - 124th Security Forces Squadron
  - 124th Services Flight
  - 124th Mission Support Flight
- 124th Medical Group